# Julie Foudy
Julie Maurine Foudy (San Diego, Kalifornia, 1971. január 23. –) kétszeres világ- és olimpiai bajnok amerikai válogatott labdarúgó.

## Sikerei

### A válogatottban
- Világbajnok (2): 1991, 1999
- Olimpiai aranyérmes (2): 1996, 2004
- Aranykupa győztes (5): 1991, 1993, 1994, 2000, 2002
- Négy Nemzet Tornája bronzérmes (1): 2002